# اس‌اس کرینتیک (۱۹۲۴)
اس‌اس کرینتیک (۱۹۲۴) (به انگلیسی: SS Corinthic (1924)) یک زیردریایی بود که طول آن ۳۹۰٫۱ فوت (۱۱۸٫۹ متر) بود. این زیردریایی در سال ۱۹۲۴ ساخته شد.